# 2082 Галахад
2082 Галахад (2082 Galahad) — астероїд головного поясу, відкритий 17 жовтня 1960 року.
Тіссеранів параметр щодо Юпітера — 3,257.